# Calcio ai Giochi della XXXII Olimpiade - Convocazioni al torneo maschile
Quello che segue è l'elenco di squadre per ogni nazione che competeranno nel calcio maschile alle Olimpiadi di Tokio 2020. Ogni nazionale deve presentare una squadra composta da 18 giocatori e può nominare fino a 4 riserve che posso entrare nel torneo solo in caso di sostituzione di un elemento infortunato o malato. I calciatori devono essere nati dopo il 1º gennaio 1997, ma il commissario tecnico ha la facoltà di convocare fino a tre elementi che superano tale limite d'età e che vengono detti "fuoriquota". Nella lista principale devono esserci un minimo di due portieri, mentre in quella delle riserve almeno uno. Al fine di far fronte all'emergenza COVID-19 è stata concessa una deroga al regolamento abolendo la lista riserve e permettendo alle nazionali di competere con 22 elementi.

## Girone A

### Francia
Allenatore: Sylvain Ripoll
| N. | Pos. | Giocatore                      | Data nascita (età)         | Pres. | Squadra             |
| -- | ---- | ------------------------------ | -------------------------- | ----- | ------------------- |
| 1  | P    | Paul Bernardoni                | 18 aprile 1997 (24 anni)   | 0     | Angers              |
| 2  | D    | Pierre Kalulu                  | 5 giugno 2000 (21 anni)    | 0     | Milan               |
| 3  | D    | Melvin Bard                    | 6 novembre 2000 (20 anni)  | 0     | Olympique Lione     |
| 4  | D    | Timothée Pembélé               | 9 settembre 2002 (18 anni) | 0     | Paris Saint-Germain |
| 5  | D    | Niels Nkounkou                 | 1º novembre 2000 (20 anni) | 0     | Everton             |
| 6  | C    | Lucas Tousart                  | 29 aprile 1997 (24 anni)   | 0     | Hertha Berlino      |
| 7  | A    | Arnaud Nordin                  | 17 giugno 1998 (23 anni)   | 0     | Saint-Étienne       |
| 8  | C    | Enzo Le Fée                    | 3 febbraio 2000 (21 anni)  | 0     | Lorient             |
| 9  | A    | Nathanaël Mbuku                | 16 marzo 2002 (19 anni)    | 0     | Stade Reims         |
| 10 | A    | André-Pierre Gignac (capitano) | 5 dicembre 1985 (35 anni)  | 0     | Tigres UANL         |
| 11 | C    | Téji Savanier                  | 22 dicembre 1991 (29 anni) | 0     | Montpellier         |
| 12 | C    | Alexis Beka Beka               | 29 marzo 2001 (20 anni)    | 0     | Caen                |
| 13 | D    | Clément Michelin               | 11 maggio 1997 (24 anni)   | 0     | Lens                |
| 14 | A    | Florian Thauvin                | 26 gennaio 1993 (28 anni)  | 0     | Tigres UANL         |
| 15 | D    | Modibo Sagnan                  | 14 aprile 1999 (22 anni)   | 0     | Real Sociedad       |
| 16 | P    | Stefan Bajic                   | 23 dicembre 2001 (19 anni) | 0     | Saint-Étienne       |
| 17 | D    | Anthony Caci                   | 1º luglio 1997 (24 anni)   | 0     | Strasburgo          |
| 18 | A    | Randal Kolo Muani              | 5 dicembre 1998 (22 anni)  | 0     | Nantes              |
| 19 | D    | Ismaël Doukouré                | 24 luglio 2003 (17 anni)   | 0     | Valenciennes        |
| 20 | A    | Isaac Lihadji                  | 4 aprile 2002 (19 anni)    | 0     | Lilla               |
| 22 | P    | Dimitry Bertaud                | 6 giugno 1998 (23 anni)    | 0     | Montpellier         |

### Giappone
Allenatore: Hajime Moriyasu
| N. | Pos. | Giocatore         | Data nascita (età)          | Pres. | Squadra             |
| -- | ---- | ----------------- | --------------------------- | ----- | ------------------- |
| 1  | P    | Keisuke Osako     | 28 luglio 1999 (21 anni)    | 0     | Sanfrecce Hiroshima |
| 2  | D    | Hiroki Sakai      | 12 aprile 1990 (31 anni)    | 0     | Urawa Red Diamonds  |
| 3  | D    | Yuta Nakayama     | 16 febbraio 1997 (24 anni)  | 0     | PEC Zwolle          |
| 4  | D    | Ko Itakura        | 27 gennaio 1997 (24 anni)   | 0     | Groningen           |
| 5  | D    | Maya Yoshida      | 24 agosto 1988 (32 anni)    | 0     | Sampdoria           |
| 6  | C    | Wataru Endo       | 9 febbraio 1993 (28 anni)   | 0     | Stoccarda           |
| 7  | C    | Takefusa Kubo     | 4 giugno 2001 (20 anni)     | 0     | Real Madrid         |
| 8  | C    | Koji Miyoshi      | 26 marzo 1997 (24 anni)     | 0     | Antwerp             |
| 9  | A    | Daizen Maeda      | 20 ottobre 1997 (23 anni)   | 0     | Yokohama F. Marinos |
| 10 | C    | Ritsu Dōan        | 16 giugno 1998 (23 anni)    | 0     | PSV                 |
| 11 | C    | Kaoru Mitoma      | 20 maggio 1997 (24 anni)    | 0     | Kawasaki Frontale   |
| 12 | P    | Kosei Tani        | 22 novembre 2000 (20 anni)  | 0     | Shonan Bellmare     |
| 13 | D    | Reo Hatate        | 21 novembre 1997 (23 anni)  | 0     | Kawasaki Frontale   |
| 14 | D    | Takehiro Tomiyasu | 5 novembre 1998 (22 anni)   | 0     | Bologna             |
| 15 | D    | Daiki Hashioka    | 17 maggio 1999 (22 anni)    | 0     | Sint-Truiden        |
| 16 | C    | Yuki Soma         | 25 febbraio 1997 (24 anni)  | 0     | Nagoya Grampus      |
| 17 | C    | Ao Tanaka         | 10 settembre 1998 (22 anni) | 0     | Kawasaki Frontale   |
| 18 | A    | Ayase Ueda        | 28 agosto 1998 (22 anni)    | 0     | Kashima Antlers     |
| 19 | A    | Daichi Hayashi    | 23 maggio 1997 (24 anni)    | 0     | Sagan Tosu          |
| 20 | D    | Koki Machida      | 25 agosto 1997 (23 anni)    | 0     | Kashima Antlers     |
| 21 | D    | Ayumu Seko        | 7 giugno 2000 (21 anni)     | 0     | Cerezo Osaka        |
| 22 | P    | Zion Suzuki       | 21 agosto 2002 (18 anni)    | 0     | Urawa Red Diamonds  |

### Messico
Allenatore: Jaime Lozano
| N. | Pos. | Giocatore                  | Data nascita (età)          | Pres. | Squadra       |
| -- | ---- | -------------------------- | --------------------------- | ----- | ------------- |
| 1  | P    | Luis Malagón               | 2 marzo 1997 (24 anni)      | 0     | Necaxa        |
| 2  | D    | Jorge Sánchez              | 10 dicembre 1997 (23 anni)  | 0     | América       |
| 3  | D    | César Montes               | 24 febbraio 1997 (24 anni)  | 0     | Monterrey     |
| 4  | D    | Jesús Angulo               | 30 gennaio 1998 (23 anni)   | 0     | Atlas         |
| 5  | D    | Johan Vásquez              | 22 ottobre 1998 (21 anni)   | 0     | Pumas UNAM    |
| 6  | D    | Vladimir Loroña            | 16 novembre 1998 (22 anni)  | 0     | Club Tijuana  |
| 7  | C    | Luis Romo                  | 5 giugno 1995 (26 anni)     | 0     | Cruz Azul     |
| 8  | C    | Carlos Rodríguez           | 3 gennaio 1997 (24 anni)    | 0     | Monterrey     |
| 9  | A    | Henry Martín               | 18 novembre 1992 (28 anni)  | 0     | América       |
| 10 | A    | Diego Lainez               | 9 giugno 2000 (21 anni)     | 0     | Betis         |
| 11 | A    | Alexis Vega                | 25 novembre 1997 (23 anni)  | 0     | Guadalajara   |
| 12 | D    | Adrián Mora                | 15 agosto 1997 (23 anni)    | 0     | Juárez        |
| 13 | P    | Guillermo Ochoa (capitano) | 13 luglio 1985 (36 anni)    | 0     | América       |
| 14 | D    | Érick Aguirre              | 23 febbraio 1997 (24 anni)  | 0     | Pachuca       |
| 15 | A    | Uriel Antuna               | 21 agosto 1997 (23 anni)    | 0     | Guadalajara   |
| 16 | C    | José Joaquín Esquivel      | 7 gennaio 1998 (23 anni)    | 0     | Juárez        |
| 17 | C    | Sebastián Córdova          | 12 giugno 1997 (24 anni)    | 0     | América       |
| 18 | A    | Eduardo Aguirre            | 3 agosto 1998 (22 anni)     | 0     | Santos Laguna |
| 19 | A    | Ricardo Angulo             | 20 febbraio 1997 (24 anni)  | 0     | Guadalajara   |
| 20 | C    | Fernando Beltrán           | 8 maggio 1998 (23 anni)     | 0     | Guadalajara   |
| 21 | A    | Roberto Alvarado           | 7 settembre 1998 (22 anni)  | 0     | Cruz Azul     |
| 22 | P    | Sebastián Jurado           | 28 settembre 1997 (23 anni) | 0     | Cruz Azul     |

### Sud Africa
Allenatore: David Notoane
| N. | Pos. | Giocatore                  | Data nascita (età)         | Pres. | Squadra                |
| -- | ---- | -------------------------- | -------------------------- | ----- | ---------------------- |
| 1  | P    | Ronwen Williams            | 21 gennaio 1992 (29 anni)  | 0     | SuperSport Utd         |
| 2  | D    | James Monyane              | 30 aprile 2000 (21 anni)   | 0     | Orlando Pirates        |
| 3  | D    | Katlego Mohamme            | 10 marzo 1998 (23 anni)    | 0     | University of Pretoria |
| 4  | C    | Teboho Mokoena             | 24 gennaio 1997 (24 anni)  | 0     | SuperSport Utd         |
| 5  | D    | Luke Fleurs                | 3 marzo 2000 (21 anni)     | 0     | SuperSport Utd         |
| 6  | C    | Kamohelo Mahlatsi          | 23 agosto 1998 (22 anni)   | 0     | Moroka Swallows        |
| 7  | C    | Nkosingiphile Ngcobo       | 16 novembre 1999 (21 anni) | 0     | Kaizer Chiefs          |
| 8  | C    | Thabo Cele                 | 15 gennaio 1997 (24 anni)  | 0     | Cova da Piedade        |
| 9  | A    | Evidence Makgopa           | 5 giugno 2000 (21 anni)    | 0     | Baroka                 |
| 10 | A    | Luther Singh               | 5 agosto 1997 (23 anni)    | 0     | Paços Ferreira         |
| 11 | A    | MacBeth Mahlangu           | 11 ottobre 2001 (19 anni)  | 0     | TS Galaxy              |
| 12 | C    | Goodman Mosele             | 18 novembre 1999 (21 anni) | 0     | Baroka                 |
| 13 | C    | Reeve Frosler              | 11 gennaio 1998 (23 anni)  | 0     | Kaizer Chiefs          |
| 14 | D    | Sibusiso Mabiliso          | 14 aprile 1999 (22 anni)   | 0     | AmaZulu                |
| 15 | D    | Tercious Malepe (capitano) | 18 febbraio 1997 (24 anni) | 0     | Mynaj                  |
| 16 | P    | Mondli Mpoto               | 24 luglio 1998 (22 anni)   | 0     | Bloemfontein Celtic    |
| 17 | D    | Thendo Mukumela            | 30 gennaio 1998 (23 anni)  | 0     | Cape Town Spurs        |
| 18 | A    | Kobamelo Kodisang          | 28 agosto 1999 (21 anni)   | 0     | Braga                  |
| 22 | P    | Sifiso Mlungwana           | 27 aprile 1997 (24 anni)   | 0     | Golden Arrows          |

## Girone B

### Corea del Sud
Allenatore: Kim Hak-bum
| N. | Pos. | Giocatore               | Data nascita (età)          | Pres. | Reti | Squadra         |
| -- | ---- | ----------------------- | --------------------------- | ----- | ---- | --------------- |
| 1  | P    | Song Bum-keun           | 15 ottobre 1997 (23 anni)   | 19    | 0    | Jeonbuk Hyundai |
| 2  | D    | Lee You-hyeon           | 8 febbraio 1997 (24 anni)   | 15    | 0    | Jeonbuk Hyundai |
| 3  | D    | Kim Jae-woo             | 6 febbraio 1998 (23 anni)   | 10    | 1    | Daegu           |
| 4  | D    | Park Ji-soo             | 13 giugno 1994 (27 anni)    | 0     | 0    | Sangmu          |
| 5  | D    | Jeong Tae-wook          | 16 maggio 1997 (24 anni)    | 19    | 2    | Daegu           |
| 6  | C    | Jeong Seung-won         | 27 febbraio 1997 (24 anni)  | 13    | 0    | Ulsan HD        |
| 7  | C    | Kwon Chang-hoon         | 30 giugno 1994 (27 anni)    | 21    | 11   | Suwon Bluewings |
| 8  | C    | Lee Kang-in             | 19 febbraio 2001 (20 anni)  | 3     | 0    | Valencia        |
| 9  | A    | Song Min-kyu            | 12 settembre 1999 (21 anni) | 5     | 1    | Pohang Steelers |
| 10 | C    | Lee Dong-gyeong         | 20 settembre 1997 (23 anni) | 14    | 10   | Ulsan HD        |
| 11 | A    | Lee Dong-jun            | 1º febbraio 1997 (24 anni)  | 15    | 7    | Ulsan HD        |
| 12 | D    | Seol Young-woo          | 5 dicembre 1998 (22 anni)   | 5     | 0    | Ulsan HD        |
| 13 | D    | Kim Jin-ya              | 30 giugno 1998 (23 anni)    | 26    | 1    | Seoul           |
| 14 | C    | Kim Dong-hyun           | 11 giugno 1997 (24 anni)    | 15    | 0    | Gangwon         |
| 15 | C    | Won Du-jae              | 18 novembre 1997 (23 anni)  | 13    | 0    | Ulsan HD        |
| 16 | A    | Hwang Ui-jo             | 28 agosto 1992 (28 anni)    | 24    | 14   | Bordeaux        |
| 17 | A    | Um Won-sang             | 6 gennaio 1999 (22 anni)    | 16    | 1    | Gwangju         |
| 18 | P    | Ahn Joon-soo            | 28 gennaio 1998 (23 anni)   | 5     | 0    | Busan IPark     |
| 19 | D    | Kang Yoon-sung          | 1º luglio 1997 (24 anni)    | 13    | 0    | Jeju United     |
| 20 | D    | Lee Sang-min (capitano) | 1º gennaio 1998 (23 anni)   | 21    | 1    | Seoul E-Land    |
| 21 | C    | Kim Jin-kyu             | 24 febbraio 1997 (24 anni)  | 10    | 1    | Busan IPark     |
| 22 | P    | An Chan-gi              | 6 aprile 1998 (23 anni)     | 4     | 0    | Suwon Bluewings |

### Honduras
Allenatore: Miguel Falero
| N. | Pos. | Giocatore                  | Data nascita (età)          | Pres. | Squadra            |
| -- | ---- | -------------------------- | --------------------------- | ----- | ------------------ |
| 1  | P    | Alex Güity                 | 20 settembre 1997 (23 anni) | 0     | Olimpia            |
| 2  | D    | Denil Maldonado (capitano) | 26 maggio 1998 (23 anni)    | 0     | Everton            |
| 3  | D    | Wesly Decas                | 11 agosto 1999 (21 anni)    | 0     | Motagua            |
| 4  | D    | Carlos Meléndez            | 8 dicembre 1997 (23 anni)   | 0     | Vida               |
| 5  | D    | Cristopher Meléndez        | 25 novembre 1997 (23 anni)  | 0     | Motagua            |
| 6  | C    | Jonathan Núñez             | 26 novembre 2001 (19 anni)  | 0     | Motagua            |
| 7  | C    | José Alejandro Reyes       | 5 novembre 1997 (23 anni)   | 0     | Real España        |
| 8  | C    | Edwin Rodríguez            | 25 settembre 1999 (21 anni) | 0     | Olimpia            |
| 9  | A    | Jorge Benguché             | 21 maggio 1996 (25 anni)    | 0     | Boavista           |
| 10 | A    | Rigoberto Rivas            | 31 luglio 1998 (22 anni)    | 0     | Reggina            |
| 11 | C    | Samuel Elvir               | 25 aprile 2001 (20 anni)    | 0     | Lobos UPNFM        |
| 12 | P    | Michael Perelló            | 11 luglio 1998 (23 anni)    | 0     | Real España        |
| 13 | A    | Brayan Moya                | 19 ottobre 1992 (28 anni)   | 0     | Primeiro de Agosto |
| 14 | A    | José Pinto                 | 27 settembre 1997 (23 anni) | 0     | Olimpia            |
| 15 | C    | Carlos Pineda              | 23 settembre 1997 (23 anni) | 0     | Olimpia            |
| 16 | D    | José García                | 21 settembre 1998 (22 anni) | 0     | Olimpia            |
| 17 | A    | Luis Palma                 | 17 gennaio 2000 (21 anni)   | 0     | Vida               |
| 18 | A    | Juan Obregón Jr.           | 29 ottobre 1997 (23 anni)   | 0     | Hartford Athletic  |
| 19 | A    | Douglas Martínez           | 5 giugno 1997 (24 anni)     | 0     | Real Salt Lake     |
| 20 | C    | Jorge Álvarez              | 28 gennaio 1998 (23 anni)   | 0     | Olimpia            |
| 21 | D    | Elvin Oliva                | 24 ottobre 1997 (23 anni)   | 0     | Olimpia            |
| 22 | P    | Bryan Ramos                | 8 agosto 2001 (19 anni)     | 0     | Real España        |

### Nuova Zelanda
Allenatore: Danny Hay
| N. | Pos. | Giocatore               | Data nascita (età)          | Pres. | Reti | Squadra             |
| -- | ---- | ----------------------- | --------------------------- | ----- | ---- | ------------------- |
| 1  | P    | Michael Woud            | 16 gennaio 1999 (22 anni)   | 2     | 0    | Almere City         |
| 2  | D    | Winston Reid (capitano) | 3 luglio 1988 (33 anni)     | 2     | 0    | Brentford           |
| 3  | D    | Liberato Cacace         | 27 settembre 2000 (20 anni) | 6     | 0    | Sint-Truiden        |
| 4  | D    | Nando Pijnaker          | 25 febbraio 1999 (22 anni)  | 2     | 0    | Rio Ave             |
| 5  | D    | Michael Boxall          | 18 agosto 1988 (32 anni)    | 12    | 1    | Minnesota United    |
| 6  | C    | Clayton Lewis           | 12 febbraio 1997 (24 anni)  | 12    | 4    | Wellington Phoenix  |
| 7  | A    | Elijah Just             | 1º maggio 2000 (21 anni)    | 2     | 1    | Helsingør           |
| 8  | C    | Joe Bell                | 27 aprile 1999 (22 anni)    | 2     | 0    | Viking              |
| 9  | A    | Chris Wood              | 7 dicembre 1991 (29 anni)   | 7     | 2    | Burnley             |
| 10 | C    | Marko Stamenic          | 19 febbraio 2002 (19 anni)  | 1     | 0    | Copenhagen          |
| 11 | A    | Joe Champness           | 27 aprile 1997 (24 anni)    | 2     | 0    | Brisbane Roar       |
| 12 | A    | Callum McCowatt         | 30 aprile 1999 (22 anni)    | 2     | 0    | Helsingør           |
| 13 | P    | Jamie Searle            | 25 novembre 2000 (20 anni)  | 1     | 0    | Swansea City        |
| 14 | D    | George Stanger          | 15 agosto 2000 (20 anni)    | 3     | 0    | Hamilton Academical |
| 15 | D    | Dane Ingham             | 8 giugno 1999 (22 anni)     | 2     | 0    | Perth Glory         |
| 16 | C    | Gianni Stensness        | 7 febbraio 1999 (22 anni)   | 9     | 0    | C.C. Mariners       |
| 17 | D    | Callan Elliot           | 7 luglio 1999 (22 anni)     | 5     | 1    | Xanthī              |
| 18 | A    | Ben Waine               | 11 giugno 2001 (20 anni)    | 7     | 8    | Wellington Phoenix  |
| 19 | A    | Matthew Garbett         | 13 aprile 2002 (19 anni)    | 1     | 0    | Falkenbergs FF      |
| 20 | C    | Sam Sutton              | 10 dicembre 2001 (19 anni)  | 2     | 0    | Wellington Phoenix  |
| 21 | C    | Ben Old                 | 13 agosto 2002 (18 anni)    | 0     | 0    | Lower Hutt City     |
| 22 | P    | Alex Paulsen            | 4 luglio 2002 (19 anni)     | 1     | 0    | Lower Hutt City     |

### Romania
Allenatore: Mirel Rădoi
| N. | Pos. | Giocatore               | Data nascita (età)          | Pres. | Reti | Squadra                |
| -- | ---- | ----------------------- | --------------------------- | ----- | ---- | ---------------------- |
| 1  | P    | Mihai Popa              | 12 ottobre 2000 (20 anni)   | 0     | 0    | Astra Giurgiu          |
| 2  | D    | Radu Boboc              | 24 aprile 1999 (22 anni)    | 2     | 0    | Farul Costanza         |
| 3  | D    | Florin Ștefan           | 9 maggio 1996 (25 anni)     | 2     | 0    | Svincolato             |
| 4  | D    | Alex Pașcanu            | 28 settembre 1998 (22 anni) | 2     | 0    | Ponferradina           |
| 5  | C    | Tudor Băluță            | 27 marzo 1999 (22 anni)     | 2     | 0    | Brighton & Hove Albion |
| 6  | D    | Virgil Ghiță            | 4 giugno 1998 (23 anni)     | 3     | 0    | Farul Costanza         |
| 7  | C    | Ion Gheorghe            | 8 ottobre 1999 (21 anni)    | 1     | 0    | Voluntari              |
| 8  | C    | Marius Marin (capitano) | 30 agosto 1998 (22 anni)    | 3     | 0    | Pisa                   |
| 9  | A    | George Ganea            | 26 maggio 1999 (22 anni)    | 3     | 0    | Farul Costanza         |
| 10 | C    | Andrei Ciobanu          | 18 gennaio 1998 (23 anni)   | 3     | 0    | Farul Costanza         |
| 11 | A    | Valentin Gheorghe       | 14 febbraio 1997 (24 anni)  | 3     | 0    | Astra Giurgiu          |
| 12 | P    | Mihai Aioani            | 7 novembre 1999 (21 anni)   | 3     | 0    | Farul Costanza         |
| 13 | C    | Eduard Florescu         | 27 giugno 1997 (24 anni)    | 2     | 0    | Botoșani               |
| 14 | D    | Andrei Rațiu            | 20 giugno 1998 (23 anni)    | 2     | 0    | Villarreal             |
| 15 | D    | Andrei Chindriș         | 12 gennaio 1999 (22 anni)   | 1     | 0    | Botoșani               |
| 16 | C    | Ronaldo Deaconu         | 20 giugno 1997 (23 anni)    | 1     | 0    | Gaz Metan              |
| 17 | D    | Ricardo Grigore         | 7 aprile 1999 (22 anni)     | 3     | 0    | Dinamo Bucarest        |
| 18 | C    | Marco Dulca             | 11 maggio 1999 (22 anni)    | 3     | 0    | Chindia Târgoviște     |
| 19 | A    | Andrei Sîntean          | 16 giugno 1999 (22 anni)    | 3     | 0    | Hermannstadt           |
| 20 | C    | Alex Dobre              | 30 agosto 1998 (22 anni)    | 3     | 0    | Digione                |
| 21 | C    | Antonio Sefer           | 22 aprile 2000 (21 anni)    | 3     | 0    | Rapid Bucarest         |
| 22 | P    | Ștefan Târnovanu        | 9 maggio 2000 (21 anni)     | 0     | 0    | FCSB                   |

## Girone C

### Argentina
Allenatore: Fernando Batista
| N. | Pos. | Giocatore                     | Data nascita (età)          | Pres. | Reti | Squadra                |
| -- | ---- | ----------------------------- | --------------------------- | ----- | ---- | ---------------------- |
| 1  | P    | Jeremías Ledesma              | 13 febbraio 1993 (28 anni)  | 4     | 0    | Cadice                 |
| 2  | D    | Nehuén Pérez (capitano)       | 24 giugno 2000 (21 anni)    | 11    | 2    | Granada                |
| 3  | D    | Claudio Nicolás Bravo         | 13 marzo 1997 (24 anni)     | 10    | 0    | Portland Timbers       |
| 4  | D    | Hernán De La Fuente           | 7 gennaio 1997 (24 anni)    | 9     | 0    | Vélez Sarsfield        |
| 5  | C    | Fausto Vera                   | 26 marzo 2000 (21 anni)     | 16    | 3    | Argentinos Juniors     |
| 6  | D    | Leonel Mosevich               | 4 febbraio 1997 (24 anni)   | 8     | 0    | Vizela                 |
| 7  | C    | Agustín Urzi                  | 4 maggio 2000 (21 anni)     | 15    | 2    | Banfield               |
| 8  | C    | Santiago Colombatto           | 17 gennaio 1997 (24 anni)   | 13    | 0    | León                   |
| 9  | A    | Adolfo Gaich                  | 26 febbraio 1999 (22 anni)  | 16    | 9    | Benevento              |
| 10 | C    | Alexis Mac Allister           | 24 dicembre 1998 (22 anni)  | 6     | 5    | Brighton & Hove Albion |
| 11 | C    | Ezequiel Barco                | 29 marzo 1999 (22 anni)     | 4     | 1    | Atlanta United         |
| 12 | P    | Lautaro Morales               | 16 dicembre 1999 (21 anni)  | 1     | 0    | Lanús                  |
| 13 | D    | Marcelo Herrera               | 3 novembre 1998 (22 anni)   | 13    | 0    | San Lorenzo            |
| 14 | D    | Facundo Medina (vice capitano | 28 maggio 1999 (22 anni)    | 14    | 0    | Lens                   |
| 15 | A    | Pedro de la Vega              | 7 febbraio 2001 (20 anni)   | 2     | 1    | Lanús                  |
| 16 | C    | Martín Payero                 | 11 settembre 1998 (22 anni) | 2     | 0    | Banfield               |
| 17 | C    | Tomás Belmonte                | 27 maggio 1998 (23 anni)    | 9     | 0    | Lanús                  |
| 18 | A    | Ezequiel Ponce                | 29 marzo 1997 (24 anni)     | 6     | 3    | Spartak Mosca          |
| 19 | D    | Francisco Ortega              | 19 marzo 1999 (22 anni)     | 4     | 0    | Vélez Sarsfield        |
| 20 | C    | Thiago Almada                 | 26 aprile 2001 (20 anni)    | 3     | 0    | Vélez Sarsfield        |
| 21 | C    | Carlos Valenzuela             | 22 aprile 1997 (24 anni)    | 13    | 6    | Famalicão              |
| 22 | P    | Joaquín Blázquez              | 28 gennaio 2001 (20 anni)   | 2     | 0    | Talleres               |

### Australia
Allenatore: Graham Arnold
| N. | Pos. | Giocatore              | Data nascita (età)         | Pres. | Reti | Squadra                  |
| -- | ---- | ---------------------- | -------------------------- | ----- | ---- | ------------------------ |
| 1  | P    | Tom Glover             | 24 dicembre 1997 (23 anni) | 10    | 0    | Melbourne City           |
| 2  | D    | Nathaniel Atkinson     | 13 giugno 1999 (22 anni)   | 5     | 0    | Melbourne City           |
| 3  | D    | Kye Rowles             | 24 giugno 1998 (23 anni)   | 3     | 0    | C.C. Mariners            |
| 4  | D    | Jay Rich-Baghuelou     | 22 ottobre 1999 (21 anni)  | 5     | 0    | Crystal Palace           |
| 5  | D    | Harry Souttar          | 22 ottobre 1998 (22 anni)  | 4     | 0    | Stoke City               |
| 6  | C    | Keanu Baccus           | 7 giugno 1998 (23 anni)    | 15    | 0    | Western Sydney Wanderers |
| 7  | A    | Reno Piscopo           | 27 maggio 1998 (23 anni)   | 13    | 2    | Wellington Phoenix       |
| 8  | C    | Riley McGree           | 2 novembre 1998 (22 anni)  | 11    | 3    | Birmingham City          |
| 9  | A    | Nicholas D'Agostino    | 25 febbraio 1998 (23 anni) | 9     | 5    | Perth Glory              |
| 10 | C    | Denis Genreau          | 21 maggio 1999 (22 anni)   | 8     | 0    | Macarthur                |
| 11 | A    | Daniel Arzani          | 4 gennaio 1999 (22 anni)   | 6     | 3    | AGF                      |
| 12 | A    | Mitchell Duke          | 18 gennaio 1991 (30 anni)  | 2     | 1    | Western Sydney Wanderers |
| 13 | D    | Dylan Pierias          | 20 febbraio 2000 (21 anni) | 1     | 0    | Western United           |
| 14 | D    | Thomas Deng (capitano) | 20 marzo 1997 (24 anni)    | 12    | 1    | Urawa Red Diamonds       |
| 15 | C    | Caleb Watts            | 16 gennaio 2002 (19 anni)  | 5     | 0    | Southampton              |
| 16 | D    | Joel King              | 30 ottobre 2000 (20 anni)  | 1     | 0    | Sydney                   |
| 17 | C    | Connor Metcalfe        | 5 novembre 1999 (21 anni)  | 6     | 0    | Melbourne City           |
| 18 | P    | Ashley Maynard-Brewer  | 25 giugno 1999 (22 anni)   | 3     | 0    | Charlton Athletic        |
| 19 | A    | Marco Tilio            | 23 agosto 2001 (19 anni)   | 2     | 0    | Melbourne City           |
| 20 | A    | Lachlan Wales          | 19 ottobre 1997 (23 anni)  | 6     | 1    | Western United           |
| 21 | C    | Cameron Devlin         | 7 giugno 1998 (23 anni)    | 2     | 0    | Wellington Phoenix       |
| 22 | P    | Jordan Holmes          | 8 maggio 1997 (24 anni)    | 5     | 0    | Ebbsfleet United         |

### Egitto
Allenatore: Shawky Gharieb
| N. | Pos. | Giocatore            | Data nascita (età)          | Pres. | Squadra                |
| -- | ---- | -------------------- | --------------------------- | ----- | ---------------------- |
| 1  | P    | Mohamed El-Shenawy   | 18 dicembre 1988 (32 anni)  | 0     | Al-Ahly                |
| 2  | C    | Amar Hamdy           | 26 novembre 1999 (21 anni)  | 0     | Al-Ittihad Alessandria |
| 3  | C    | Karim Fouad          | 1º ottobre 1999 (20 anni)   | 0     | ENPPI                  |
| 4  | D    | Osama Galal          | 17 settembre 1997 (23 anni) | 0     | Pyramids               |
| 5  | D    | Mohamed Abdel Salam  | 1º ottobre 1997 (23 anni)   | 0     | Zamalek                |
| 6  | D    | Ahmed Hegazy         | 25 gennaio 1991 (30 anni)   | 0     | Al-Ittihad             |
| 7  | A    | Salah Mohsen         | 1º settembre 1998 (22 anni) | 0     | Al-Ahly                |
| 8  | C    | Nasser Maher         | 8 febbraio 1997 (24 anni)   | 0     | Al-Ahly                |
| 9  | A    | Taher Mohamed        | 7 marzo 1997 (24 anni)      | 0     | Al-Ahly                |
| 10 | A    | Ramadan Sobhi        | 23 gennaio 1997 (24 anni)   | 0     | Pyramids               |
| 11 | A    | Ibrahim Adel         | 23 aprile 2001 (20 anni)    | 0     | Pyramids               |
| 12 | C    | Akram Tawfik         | 8 novembre 1997 (23 anni)   | 0     | Al-Ahly                |
| 13 | D    | Karim El Eraki       | 29 novembre 1997 (22 anni)  | 0     | Al-Masry               |
| 14 | A    | Ahmed Yasser Rayyan  | 24 gennaio 1998 (23 anni)   | 0     | Ceramica Cleopatra     |
| 15 | C    | Emam Ashour          | 20 febbraio 1998 (23 anni)  | 0     | Zamalek                |
| 16 | P    | Mahmoud Gad          | 1º ottobre 1998 (22 anni)   | 0     | ENPPI                  |
| 17 | D    | Ahmed Ramadan        | 23 marzo 1997 (24 anni)     | 0     | Al-Ahly                |
| 18 | D    | Mahmoud Hamdy        | 1º giugno 1995 (26 anni)    | 0     | Zamalek                |
| 19 | A    | Abdel Rahman Magdy   | 12 settembre 1997 (23 anni) | 0     | Ismaily                |
| 20 | D    | Ahmed Abou El Fotouh | 22 marzo 1998 (22 anni)     | 0     | Zamalek                |
| 21 | A    | Nasser Mansi         | 16 novembre 1997 (23 anni)  | 0     | El Gaish               |
| 22 | P    | Mohamed Sobhy        | 15 luglio 1999 (22 anni)    | 0     | Al-Ittihad Alessandria |

### Spagna
Allenatore: Luis de la Fuente
| N. | Pos. | Giocatore                 | Data nascita (età)         | Pres. | Reti | Squadra         |
| -- | ---- | ------------------------- | -------------------------- | ----- | ---- | --------------- |
| 1  | P    | Unai Simón                | 11 giugno 1997 (24 anni)   | 1     | 0    | Athletic Bilbao |
| 2  | D    | Óscar Mingueza            | 13 maggio 1999 (22 anni)   | 1     | 0    | Barcellona      |
| 3  | D    | Marc Cucurella            | 22 luglio 1998 (23 anni)   | 1     | 0    | Getafe          |
| 4  | D    | Pau Torres                | 16 gennaio 1997 (24 anni)  | 1     | 0    | Villarreal      |
| 5  | D    | Jesús Vallejo (capitano)  | 5 gennaio 1997 (24 anni)   | 0     | 0    | Granada         |
| 6  | C    | Martín Zubimendi          | 2 febbraio 1999 (22 anni)  | 1     | 0    | Real Sociedad   |
| 7  | A    | Marco Asensio             | 21 gennaio 1996 (25 anni)  | 1     | 0    | Real Madrid     |
| 8  | C    | Mikel Merino              | 22 giugno 1996 (25 anni)   | 1     | 0    | Real Sociedad   |
| 9  | A    | Rafa Mir                  | 18 giugno 1997 (24 anni)   | 1     | 0    | Huesca          |
| 10 | C    | Dani Ceballos             | 7 agosto 1996 (24 anni)    | 1     | 0    | Arsenal         |
| 11 | A    | Mikel Oyarzabal           | 21 aprile 1997 (24 anni)   | 1     | 0    | Real Sociedad   |
| 12 | D    | Eric García               | 9 gennaio 2001 (20 anni)   | 1     | 0    | Manchester City |
| 13 | P    | Álvaro Fernández Llorente | 13 aprile 1998 (23 anni)   | 1     | 0    | Huesca          |
| 14 | C    | Carlos Soler              | 2 gennaio 1997 (24 anni)   | 1     | 1    | Valencia        |
| 15 | C    | Jon Moncayola             | 13 maggio 1998 (23 anni)   | 1     | 0    | Osasuna         |
| 16 | C    | Pedri                     | 25 novembre 2002 (18 anni) | 1     | 0    | Barcellona      |
| 17 | C    | Javi Puado                | 25 maggio 1998 (23 anni)   | 1     | 0    | Espanyol        |
| 18 | D    | Óscar Gil Regaño          | 26 aprile 1998 (23 anni)   | 1     | 0    | Espanyol        |
| 19 | A    | Dani Olmo                 | 7 maggio 1998 (23 anni)    | 1     | 0    | RB Lipsia       |
| 20 | D    | Juan Miranda              | 19 gennaio 2000 (21 anni)  | 1     | 0    | Betis           |
| 21 | C    | Bryan Gil                 | 11 febbraio 2001 (20 anni) | 1     | 0    | Eibar           |
| 22 | P    | Iván Villar               | 9 luglio 1997 (24 anni)    | 0     | 0    | Celta Vigo      |

## Girone D

### Arabia Saudita
Allenatore: Saad Al-Shehri
| N. | Pos. | Giocatore                  | Data nascita (età)          | Pres. | Squadra      |
| -- | ---- | -------------------------- | --------------------------- | ----- | ------------ |
| 1  | P    | Amin Bukhari               | 2 maggio 1997 (24 anni)     | 0     | Al-Ain Saudi |
| 2  | D    | Saud Abdulhamid            | 18 luglio 1999 (22 anni)    | 0     | Al-Ittihad   |
| 3  | D    | Hamad Al-Yami              | 17 maggio 1999 (22 anni)    | 0     | Al-Qadisiya  |
| 4  | D    | Abdulbasit Hindi           | 2 febbraio 1997 (24 anni)   | 0     | Al-Ahli      |
| 5  | D    | Abdulelah Al-Amri          | 15 gennaio 1997 (24 anni)   | 0     | Al-Nassr     |
| 6  | C    | Sami Al-Najei              | 7 febbraio 1997 (24 anni)   | 0     | Al-Nassr     |
| 7  | C    | Salman Al-Faraj (capitano) | 1º agosto 1989 (31 anni)    | 0     | Al-Hilal     |
| 8  | C    | Nasser Al-Omran            | 13 luglio 1997 (24 anni)    | 0     | Al-Shabab    |
| 9  | A    | Abdullah Al-Hamdan         | 13 settembre 1999 (21 anni) | 0     | Al-Hilal     |
| 10 | C    | Salem Al-Dossari           | 19 agosto 1991 (29 anni)    | 0     | Al-Hilal     |
| 11 | C    | Khalid Al-Ghannam          | 7 novembre 2000 (20 anni)   | 0     | Al-Nassr     |
| 12 | P    | Mohammed Al Rubaie         | 14 agosto 1997 (23 anni)    | 0     | Al-Ahli      |
| 13 | D    | Yasir Al-Shahrani          | 25 maggio 1992 (29 anni)    | 0     | Al-Hilal     |
| 14 | C    | Ali Al-Hassan              | 4 marzo 1997 (24 anni)      | 0     | Al-Nassr     |
| 15 | C    | Ayman Yahya                | 14 maggio 2001 (20 anni)    | 0     | Al-Nassr     |
| 16 | D    | Khalifah Al-Dawsari        | 2 gennaio 1999 (22 anni)    | 0     | Al-Qadisiya  |
| 17 | C    | Ayman Al-Khulaif           | 22 maggio 1997 (24 anni)    | 0     | Al-Wahda     |
| 18 | C    | Abdulrahman Ghareeb        | 31 marzo 1997 (24 anni)     | 0     | Al-Ahli      |
| 19 | A    | Firas Al-Buraikan          | 14 maggio 2000 (21 anni)    | 0     | Al-Nassr     |
| 20 | C    | Mukhtar Ali                | 30 ottobre 1997 (23 anni)   | 0     | Al-Nassr     |
| 21 | D    | Abdullah Hassoun           | 19 marzo 1997 (24 anni)     | 0     | Al-Ahli      |
| 22 | P    | Zaid Al-Bawardi            | 26 gennaio 1997 (24 anni)   | 0     | Al-Shabab    |

### Brasile
Allenatore: André Jardine
| N. | Pos. | Giocatore             | Data nascita (età)          | Pres. | Reti | Squadra               |
| -- | ---- | --------------------- | --------------------------- | ----- | ---- | --------------------- |
| 1  | P    | Santos                | 17 marzo 1990 (31 anni)     | 1     | 0    | Athl. Paranaense      |
| 2  | C    | Gabriel Menino        | 29 settembre 2000 (20 anni) | 3     | 0    | Palmeiras             |
| 3  | D    | Diego Carlos          | 15 marzo 1993 (28 anni)     | 1     | 1    | Siviglia              |
| 4  | D    | Ricardo Graça         | 16 febbraio 1997 (24 anni)  | 3     | 0    | Vasco da Gama         |
| 5  | C    | Douglas Luiz          | 9 maggio 1998 (23 anni)     | 8     | 2    | Aston Villa           |
| 6  | D    | Guilherme Arana       | 14 aprile 1997 (24 anni)    | 5     | 1    | Atlético Mineiro      |
| 7  | A    | Paulinho              | 15 luglio 2000 (21 anni)    | 19    | 6    | Bayer Leverkusen      |
| 8  | C    | Bruno Guimarães       | 16 novembre 1997 (23 anni)  | 12    | 0    | Lyon                  |
| 9  | A    | Matheus Cunha         | 27 maggio 1999 (22 anni)    | 19    | 18   | Hertha Berlino        |
| 10 | A    | Richarlison           | 10 maggio 1997 (24 anni)    | 1     | 3    | Everton               |
| 11 | A    | Antony                | 24 febbraio 2000 (21 anni)  | 17    | 6    | Ajax                  |
| 12 | P    | Brenno                | 1º aprile 1999 (22 anni)    | 1     | 0    | Grêmio                |
| 13 | D    | Dani Alves (capitano) | 6 maggio 1983 (38 anni)     | 1     | 0    | San Paolo             |
| 14 | D    | Bruno Fuchs           | 1º aprile 1999 (22 anni)    | 8     | 0    | CSKA Mosca            |
| 15 | D    | Nino                  | 10 aprile 1997 (24 anni)    | 8     | 0    | Fluminense            |
| 16 | D    | Abner                 | 27 maggio 2000 (21 anni)    | 2     | 0    | Athl. Paranaense      |
| 17 | A    | Malcom                | 26 febbraio 1997 (24 anni)  | 4     | 0    | Zenit San Pietroburgo |
| 18 | C    | Matheus Henrique      | 19 dicembre 1997 (23 anni)  | 17    | 1    | Grêmio                |
| 19 | C    | Reinier               | 19 gennaio 2002 (19 anni)   | 11    | 3    | Borussia Dortmund     |
| 20 | C    | Claudinho             | 28 gennaio 1997 (24 anni)   | 3     | 0    | Red Bull Bragantino   |
| 21 | A    | Gabriel Martinelli    | 18 giugno 2001 (20 anni)    | 5     | 1    | Arsenal               |
| 22 | P    | Lucão                 | 26 febbraio 2001 (20 anni)  | 1     | 0    | Vasco da Gama         |

### Costa d'Avorio
Allenatore: Soualiho Haïdara
| N. | Pos. | Giocatore             | Data nascita (età)         | Pres. | Squadra                 |
| -- | ---- | --------------------- | -------------------------- | ----- | ----------------------- |
| 1  | P    | Maxime Nagoli         | 20 dicembre 2000 (20 anni) | 0     | Sol                     |
| 2  | D    | Silas Gnaka           | 18 dicembre 1998 (22 anni) | 0     | Eupen                   |
| 3  | D    | Eric Bailly           | 12 aprile 1994 (27 anni)   | 0     | Manchester Utd          |
| 4  | D    | Kouadio-Yves Dabila   | 1º gennaio 1997 (24 anni)  | 0     | Mouscron                |
| 5  | D    | Ismaël Diallo         | 29 gennaio 1997 (24 anni)  | 0     | Ajaccio                 |
| 6  | D    | Wilfried Singo        | 25 dicembre 2000 (20 anni) | 0     | Torino                  |
| 7  | C    | Idrissa Doumbia       | 14 aprile 1998 (23 anni)   | 0     | Huesca                  |
| 8  | C    | Franck Kessié         | 19 dicembre 1996 (24 anni) | 0     | Milan                   |
| 9  | A    | Youssouf Dao          | 5 marzo 1998 (23 anni)     | 0     | Sparta Praga            |
| 10 | A    | Amad Diallo           | 11 luglio 2002 (19 anni)   | 0     | Manchester Utd          |
| 11 | A    | Christian Kouamé      | 6 dicembre 1997 (23 anni)  | 0     | Fiorentina              |
| 12 | C    | Eboue Kouassi         | 13 dicembre 1997 (23 anni) | 0     | Genk                    |
| 13 | A    | Kader Keïta           | 6 novembre 2000 (20 anni)  | 0     | Westerlo                |
| 14 | A    | Parfait Guiagon       | 22 febbraio 2001 (20 anni) | 0     | Beitar Tel Aviv Bat Yam |
| 15 | A    | Max Gradel (capitano) | 30 novembre 1987 (33 anni) | 0     | Sivasspor               |
| 16 | P    | Ira Eliezer Tapé      | 31 agosto 1997 (23 anni)   | 0     | San-Pédro               |
| 17 | D    | Zié Ouattara          | 9 gennaio 2000 (21 anni)   | 0     | Vitória Guimarães       |
| 18 | C    | Cheick Timité         | 20 novembre 1997 (23 anni) | 0     | Amiens                  |
| 19 | D    | Koffi Kouao           | 20 maggio 1998 (23 anni)   | 0     | Vizela                  |
| 20 | A    | Aboubacar Doumbia     | 12 novembre 1999 (21 anni) | 0     | Maccabi Netanya         |
| 22 | P    | Nicolas Tie           | 13 febbraio 2001 (20 anni) | 0     | Vitória Guimarães       |

### Germania
Allenatore: Stefan Kuntz
| N. | Pos. | Giocatore             | Data nascita (età)         | Pres. | Reti | Squadra               |
| -- | ---- | --------------------- | -------------------------- | ----- | ---- | --------------------- |
| 1  | P    | Florian Müller        | 13 novembre 1997 (23 anni) | 0     | 0    | Stoccarda             |
| 2  | D    | Benjamin Henrichs     | 23 febbraio 1997 (24 anni) | 5     | 0    | RB Lipsia             |
| 3  | D    | David Raum            | 22 aprile 1998 (23 anni)   | 0     | 0    | Greuther Fürth        |
| 4  | D    | Ohis Felix Uduokhai   | 9 settembre 1997 (23 anni) | 0     | 0    | Augusta               |
| 5  | D    | Amos Pieper           | 17 gennaio 1998 (23 anni)  | 0     | 0    | Arminia Bielefeld     |
| 6  | C    | Ragnar Ache           | 28 luglio 1998 (22 anni)   | 0     | 0    | Eintracht Francoforte |
| 7  | A    | Marco Richter         | 24 novembre 1997 (23 anni) | 0     | 0    | Augusta               |
| 8  | C    | Max Arnold (capitano) | 27 maggio 1994 (27 anni)   | 1     | 0    | Wolfsburg             |
| 9  | A    | Cedric Teuchert       | 14 gennaio 1997 (24 anni)  | 0     | 0    | Union Berlino         |
| 10 | A    | Max Kruse             | 19 marzo 1988 (33 anni)    | 14    | 4    | Union Berlino         |
| 11 | C    | Nadiem Amiri          | 27 ottobre 1996 (24 anni)  | 5     | 0    | Bayer Leverkusen      |
| 12 | P    | Svend Brodersen       | 22 marzo 1997 (24 anni)    | 0     | 0    | Yokohama FC           |
| 13 | C    | Arne Maier            | 8 gennaio 1999 (22 anni)   | 0     | 0    | Arminia Bielefeld     |
| 14 | C    | Ismail Jakobs         | 17 agosto 1999 (21 anni)   | 0     | 0    | Colonia               |
| 15 | D    | Jordan Torunarigha    | 7 agosto 1997 (23 anni)    | 0     | 0    | Hertha Berlino        |
| 16 | D    | Keven Schlotterbeck   | 28 aprile 1997 (24 anni)   | 0     | 0    | Friburgo              |
| 17 | C    | Anton Stach           | 15 novembre 1998 (22 anni) | 0     | 0    | Greuther Fürth        |
| 18 | C    | Eduard Löwen          | 28 gennaio 1997 (24 anni)  | 0     | 0    | Augusta               |
| 22 | P    | Luca Plogmann         | 10 marzo 2000 (21 anni)    | 0     | 0    | Werder Brema          |